# Sarcophaga smithiana
Sarcophaga smithiana är en tvåvingeart som beskrevs av Thomas Pape 1996. Sarcophaga smithiana ingår i släktet Sarcophaga och familjen köttflugor. Inga underarter finns listade i Catalogue of Life.